# Октябрьский сельсовет (Рыльский район)

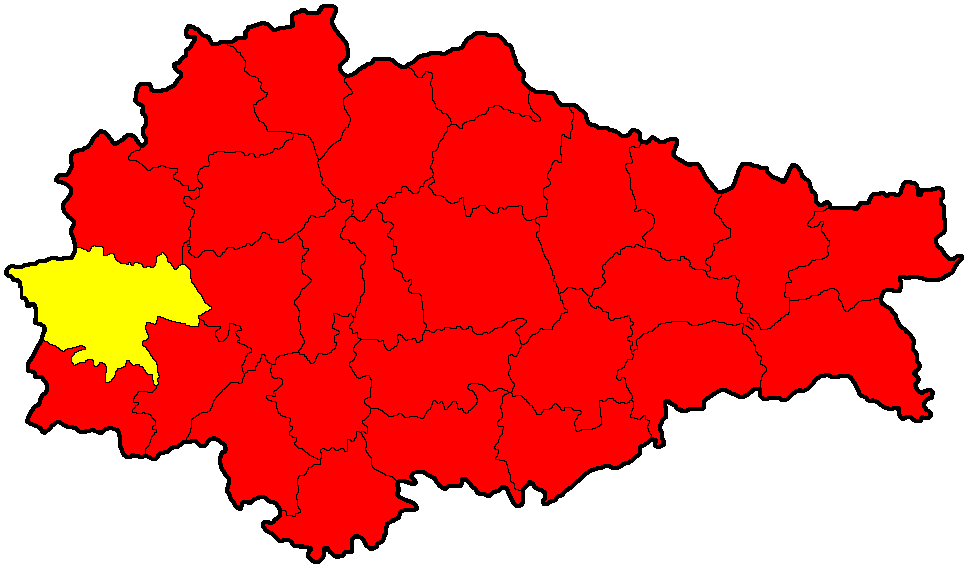
Рыльский район на карте

Октя́брьский сельсовет — муниципальное образование со статусом сельского поселения в Рыльском районе Курской области.
Административный центр — село Степановка.

## История
Статус и границы сельсовета установлены Законом Курской области от 21 октября 2004 года № 48-ЗКО «О муниципальных образованиях Курской области».

## Население
| 2002 | 2010 | 2012 | 2013 | 2014 | 2015 | 2016 |
| ---- | ---- | ---- | ---- | ---- | ---- | ---- |
| 835  | ↘690 | ↘687 | ↘673 | ↗675 | ↘670 | ↘660 |
| 2017 | 2018 | 2019 | 2020 | 2021 |      |      |
| ↘654 | ↘653 | ↘633 | ↗667 | ↗753 |      |      |

## Состав сельского поселения
| № | Населённый пункт | Тип населённого пункта       | Население |
| - | ---------------- | ---------------------------- | --------- |
| 1 | Мазеповка        | село                         | ↘78       |
| 2 | Октябрьское      | село                         | ↘284      |
| 3 | Степановка       | село, административный центр | ↘328      |